# 龍泉山
龍泉山（りょうぜんざん）は岡山県備前市吉永町福満地区にある山。標高は367.9m。八大竜王を祭る祠があり、祠の東にある岩場から、遠く小豆島、瀬戸内海、四国が見える。
少し尾根伝いに西に下れば旧和気郡大師霊場の64番札所・龍泉大師堂がある。
備前市立吉永小学校の校歌、2番の歌詞に歌われる竜泉とはこの山のことである。